# Leopold Sauer
Leopold Sauer (* vor 1800 in Prag; † unbekannt) war ein Instrumentenmacher und Orgelbauer in Prag.
Sauer machte die Bekanntschaft von Georg Joseph Vogler und entwickelte dessen Orchestrion weiter. Sauer erfand in diesem Zuge auch den Reflexionsschalldämpfer. Vogler hielt sich zwei Jahre nach 1798 in Prag auf, bevor er sich vier Jahre in Wien aufhielt. Vogler begutachtete die nach seinen Vorschlägen gebauten Fortepianos und gab ein wohlwollendes Urteil darüber ab.
Sauer baute zumindest zwei Fortepianos (Pianoforte) als Kombination aus Klavier und Orgel.